# Bartók Péter
Bartók Péter (Budapest, 1924. július 31. – Florida, 2020. december 7.) amerikai-magyar zongorista, hangmérnök. Bartók Béla második feleségétől, Pásztory Edithtől született gyermeke, mérnök. Féltestvére az apja első házasságából született ifjabb Bartók Béla (1910–1994).
Amikor Bartók Béla és felesége 1940 októberében hosszabb időre az Egyesült Államokba utaztak, a magyar fővárosban maradt gimnazista fiút Hajnal Tibor orvos gyámsága alá helyezték. Hajnalt a második zsidótörvény akadályozta feladata ellátásában. Mivel Bartók Péter a hazai jogszabályok szerint 1942. január 1-jétől hadkötelesnek számított, ezért az apja által szerzett olasz és amerikai vízummal 1941. december 22-én elhagyta Magyarországot. Előbb Zágrábba ment, majd Svájcon át Lisszabonba. Itt jutott fel egy Philadelphiába induló hajóra, amivel 1942 áprilisában érkezett Amerikába. Szüleihez New Yorkba vonattal utazott. Április 20-án látta viszont őket. 
Új hazájában besorozták a US Navybe, az Egyesült Államok Haditengerészetébe, melynek kötelékében a Panama csatornánál kellett szolgálatot teljesítenie, mivel az ellenséges országból érkező katonákat nem küldték a frontra harcolni. Szolgálataiért 1945. június 28-án megkapta az amerikai állampolgárságot.
Floridában élt, és a hagyaték gondozójaként konfliktusokat is vállalva őrködött apja zenéjének tisztaságán. (Ezt az teszi lehetővé, hogy az Amerikai Egyesült Államok törvényei a szerző halála után 75 évig védik a szerzői jogokat.)

## Zenei tanulmányai
„1933-ban kisfiam, Péter nagyon kért, taníttassuk zongorázni. Gondoltam egy nagyot és merészet – és magam fogtam hozzá ehhez a számomra kissé szokatlan feladathoz. Ének- és technikai gyakorlatokon kívül csakis Mikrokozmosz-muzsikát kapott a gyerek; remélem, hasznára vált, de azt is bevallhatom, hogy én is sokat tanultam ebből a kísérletből…” – mondta Bartók Béla a Magyar Nemzet számára adott nyilatkozatában. A Mikrokozmosz második kötetét is fiának ajánlotta.
Egészen tizenöt éves koráig volt Péter zongoratanára; a fiú ekkor bentlakásos iskolába került.
Amerikában édesapja betegsége és szerény körülményeik nem kedveztek zongoratanulmányai folytatásának. Édesapja halála után  Nelson Dellamaggiore zeneszerző-karmesterrel Bartók Béla szerzeményeinek szerkesztett és javított változatain dolgoztak.

## A hagyaték
Igazából a végrendeletét övező körülmények miatt élete jelentős részében nem is foglalkozhatott apja dolgaival. A hagyaték gondozása anyja, Pásztory Ditta kezében volt, neki pedig nem volt beleszólása abba, mi történik a művekkel. Csak édesanyja halála (1982) után nyílt lehetősége arra, hogy megvédje az apai örökségéhez fűződő jogait. Ez 25 évi ügyintézésbe telt, mert a kéziratokat egy külső igénylő is a sajátjának mondta, és Bartók Péternek meg kellett győznie a bíróságot arról, hogy Bartók Béla halálakor ki birtokolta a szerzői jogokat.
Céljait a következőképpen fogalmazta meg:
„Amikor a kéziratok a birtokomba kerültek, úgy döntöttem, hogy javított kiadásokat készítek, mert emlékeztem, mennyit panaszkodott apám a nyomtatott kiadványokba került hibákra. Először arra számítottam, hogy megtalálom az első kiadásokat, bennük apám piros tintás javításaival. De ezekből kevés került elő. Hangjegyenként kell összehasonlítanunk a nyomtatott változatot a kézirattal, odafigyelve minden apró részletre. Kétség esetén, például ha az egyik kéziratban valami egyféleképpen szerepel, a másikban kis eltéréssel, és nem világos, mi volt a végső szándék, nekünk kell választanunk. Elemezzük, hogyan jöhetett létre az eltérés, és mi lehetett apám utolsó akarata. Legtöbbször sikerül olyan döntésre jutni, ami nem hagy komoly kétséget. Szeretném azt mondani, hogy a cél az összes mű nyomtatott kiadásainak kijavítása, de nem valószínű, hogy ez sikerül, hiszen már 81 esztendős vagyok. Szerkesztőtársaim – Nelson Dellamaggiore és Peter Hennings – fiatalabbak. Nagyjából a kompozíciók listájának a felénél tartunk, de túl vagyunk a legnehezebb projektek egy részén. A Hegedűversenyt [sajtóhiba; Bartók Péter a Brácsaversenyre gondolt] újra kellett hangszerelni, A kékszakállú herceg várához a sok kis kiigazítás mellett új angol fordítást kellett készíteni. A fából faragott királyfit apám 1932-ben átdolgozta, ebben a formájában még nem nyomtatták ki, és az utasításait követve szvit is készült. Az utóbbi kettőt jövőre [2006] tervezzük kiadni. Apám művei iránt szerencsére nagyobb az érdeklődés, mint amit ő feltételezett.”
2002-ben Apám címmel könyve jelent meg emlékezéseiből. Ezen kívül Floridában egy Bartók-ereklyékből (kéziratok stb.) álló magángyűjteménye van.

## Magyarul megjelent művei
- Apám (My father); ford. Péteri Judit; EMB, Bp., 2004